# Biblia pierwszego Kościoła
Biblia pierwszego Kościoła – katolicki przekład Biblii na język polski przygotowany przez ks. prof. Remigiusza Popowskiego SDB na podstawie dwóch niezależnych edycji.
Jako pierwszy w roku 2000 ukazał się Nowy Testament (2000), w roku 2013 wydana została Septuaginta. Natomiast w 2016 – dwa lata po śmierci tłumacza – te dwie edycje połączono w jeden kompletny przekład. W przypadku Septuaginty – był to pierwszy kompletny przekład na język polski greckiego tłumaczenia Starego Testamentu.
Wydawcą przekładu była Oficyna Wydawnicza „Vocatio”, a publikacja oraz obie jej części ukazały się w ramach Prymasowskiej Serii Biblijnej.

## Nowy Testament
Nowy Testament przetłumaczony z greki ukazał się w roku 2000, jako Nowy Testament. Przekład na Wielki Jubileusz Roku 2000. Podstawą tłumaczenia było 27. wydanie Novum Testamentum Graece Nestle-Alanda.
Jako jeden z niewielu polskich przekładów, praca Popowskiego zawiera ciągły tekst wszystkich ksiąg Nowego Testamentu – bez podziału na logiczne cząstki ksiąg. Tłumacz wyjaśniał, że zdecydował się na ten krok, gdyż takich cząstek nie ma też w oryginale greckim.
W 2002 wydano poręczną wersję przekładu. W latach 2008 oraz 2010 nakładem Vocatio ukazał się Nowy Testament dla moderatorów. Obok przekładu Popowskiego z pewnymi zmianami redakcyjnymi, zawierał on polską adaptację angielskiego The Serendipity New Testament – komentarzy i pytań, które mogą być wykorzystane do prowadzenia praktycznego studium biblijnego.

## Stary Testament (Septuaginta)
W roku 2013 jako 37. tom Prymasowskiej Serii Biblijnej ukazał się przekład Septuaginty, czyli greckiego tłumaczenia Starego Testamentu. W 2014 został wznowiony i zaopatrzony w onomastykon, czyli zbiór nazw występujących w Septuagincie.
Źródłem przekładu była Septuaginta w krytycznym wydaniu Alfreda Rahlfsa w edycji z roku 2006.
Przekład miał charakter literacki, jego celem miało być zachowanie sensu podstawy przekładu, przy zachowaniu zasad gramatyki polskiej.
Jednym z pragnień tłumacza było takie formowanie zdań, by były zwięzłe, by swoją rytmiką ułatwiały głośne czytanie i by w miarę jego uzdolnień były piękne, ale by równocześnie zachowywały myśl tekstu podstawowego.
Tytuły ksiąg Popowski przyjął za greckim przekładem, również jeśli było to niezgodne z oryginałem hebrajskim i polską tradycją przekładową. Na przykład Pierwszą i Drugą Księgę Samuela za Septuagintą nazwał Pierwszą i Drugą Księgą Królewską, zaś księgi tradycyjnie tak nazywane zyskały miano Trzeciej i Czwartej. Podobnie postąpił z imionami własnymi, które w przekładzie Popowskiego podano w transliteracji z wersji greckiej, z wyjątkiem tych najbardziej utrwalonych (np. Mojżesz).
Spośród ksiąg nieobecnych w kanonie (i uznawanych za większość kościołów za apokryficzne) przetłumaczone zostały: Pierwsza Księga Ezdrasza, Trzecia i Czwarta Księga Machabejska oraz Księga Psalmów Salomona. Niektóre z nich są obecne w kanonie prawosławnym czy w etiopskim.
Dodano także obecną w niektórych rękopisach Septuaginty Księgę Pieśni, zbiór 15 pieśni wziętych z cytatów kilku ksiąg Biblii Starego i Nowego Testamentu oraz obecnych w tradycji Kościoła.

## Wydanie zbiorcze
W roku 2016, jako 43. tom Prymasowskiej Serii Biblijnej ukazała się „Biblia pierwszego Kościoła”, łącząca treść wydanych wcześniej obu samodzielnych edycji: Nowego Testamentu i Septuaginty.
Celem wydania, według wstępu wydawcy było przybliżenie współczesnemu czytelnikowi ksiąg uznawanych za święte przez pierwszych chrześcijan. Podkreślono, że większość cytatów biblijnych w Nowym Testamencie jest zgodna właśnie ze Starym Testamentem w greckim przekładzie Septuaginty.
W porównaniu z wydaniami indywidualnymi w Starym Testamencie zastosowano kilka zmian. Zrezygnowano z apokryfów, przyjmując kanon katolicki obejmujący w Starym Testamencie 46 ksiąg. Układ ksiąg i ich nazewnictwo dostosowano do przyjętego powszechnie w polskim Kościele katolickim, np. w Biblii Tysiąclecia. Zrezygnowano także ze wstępów do poszczególnych ksiąg.
W 2017 ukazało się też specjalne wydanie BPK w miękkiej okładce i 8 kolorach. Księgi deuterokanoniczne wyróżniono w nim kolorem granatowym, zaś słowa Jezusa – czerwonym. Takie wyróżnienie zastosowano po raz pierwszy w wydaniu drukowanym Biblii wydanej w języku polskim.

## Recepcja przekładu
Zdaniem prof. dr. hab. Andrzeja Zaborskiego z Instytutu Filologii Orientalnej UJ, przekład Nowego Testamentu Popowskiego to obok Biblii Ewangelicznej Anny Józak i Piotra Zaremby, najlepszy przekład Nowego Testamentu na współczesny język polski. Językoznawca, odnosząc się do polskich przekładów Pisma Świętego, wyraża opinię, że: ...lepiej byłoby, żeby w roli konsultantów występowali teolodzy, a przekładali dobrzy tłumacze, chyba że kiedyś znajdzie się ktoś dobrze łączący wszystkie konieczne dziedziny wiedzy oraz umiejętności, czego bardzo bliski okazał się ks. Popowski, a w jeszcze większym stopniu Anna Józak i Piotr Zaremba, których przekłady, niestety mało znane, uważam za najlepsze...
Antoni Tronina w swojej recenzji Septuaginty podkreślał, że szczególnie wartościowe są przypisy, które uwzględniają tło kulturowe Septuaginty, a także wstępy do ksiąg, które w sposób przystępny przybliżają ich przesłanie. Zwrócił też uwagę, że przekład ten ułatwia także lekturę Nowego Testamentu.